# Mollinedia killipii
Mollinedia killipii är en tvåhjärtbladig växtart som beskrevs av Macbride. Mollinedia killipii ingår i släktet Mollinedia och familjen Monimiaceae. Inga underarter finns listade i Catalogue of Life.